# De pianoman
De pianoman is een Nederlandstalige novelle geschreven door Bernlef. Het boek verscheen als het boekenweekgeschenk in 2008 in een oplage van 960.000 exemplaren.
Het boek is gebaseerd op het waargebeurde verhaal van een man die aanspoelde op het strand van Sheerness op 7 april 2005 en door zijn zwijgzaamheid lang niet geïdentificeerd kon worden. Het bleek te gaan om de Duitser Andreas Grassl die daarna op het vliegtuig naar huis is gezet.

## Verhaal
Het boek handelt over Thomas Boender die liever zwijgt dan praat omdat hij problemen met woorden heeft. Kenmerken die hij gemeen heeft met de 'echte' pianoman zijn zijn homoseksualiteit en zijn eenvoudige komaf. Hij leert pianospelen van zijn juf Jenny.
Als hij achttien is en al van school af, werkt hij in een fabriek. Hij is bang voor zijn vader en vertrekt naar Amsterdam. Hier ontmoet hij vriendin Chris en gaat samen met haar naar Parijs en vervolgens naar Engeland. Hier wordt hij achtergelaten. Niemand weet wie hij is en Thomas besluit te blijven zwijgen. Jenny herkent hem echter in de krant, gaat naar hem toe en hij besluit weer te gaan praten. Zo komt Thomas weer thuis.